# Висконсинский университет в Мадисоне
Висконсинский университет в Мадисоне (англ. University of Wisconsin–Madison) — государственный исследовательский университет, расположенный в Мадисоне, штат Висконсин, США. Ведущий кампус Висконсинского университета, а также член-основатель Ассоциации американских университетов. Основан в 1848 году.

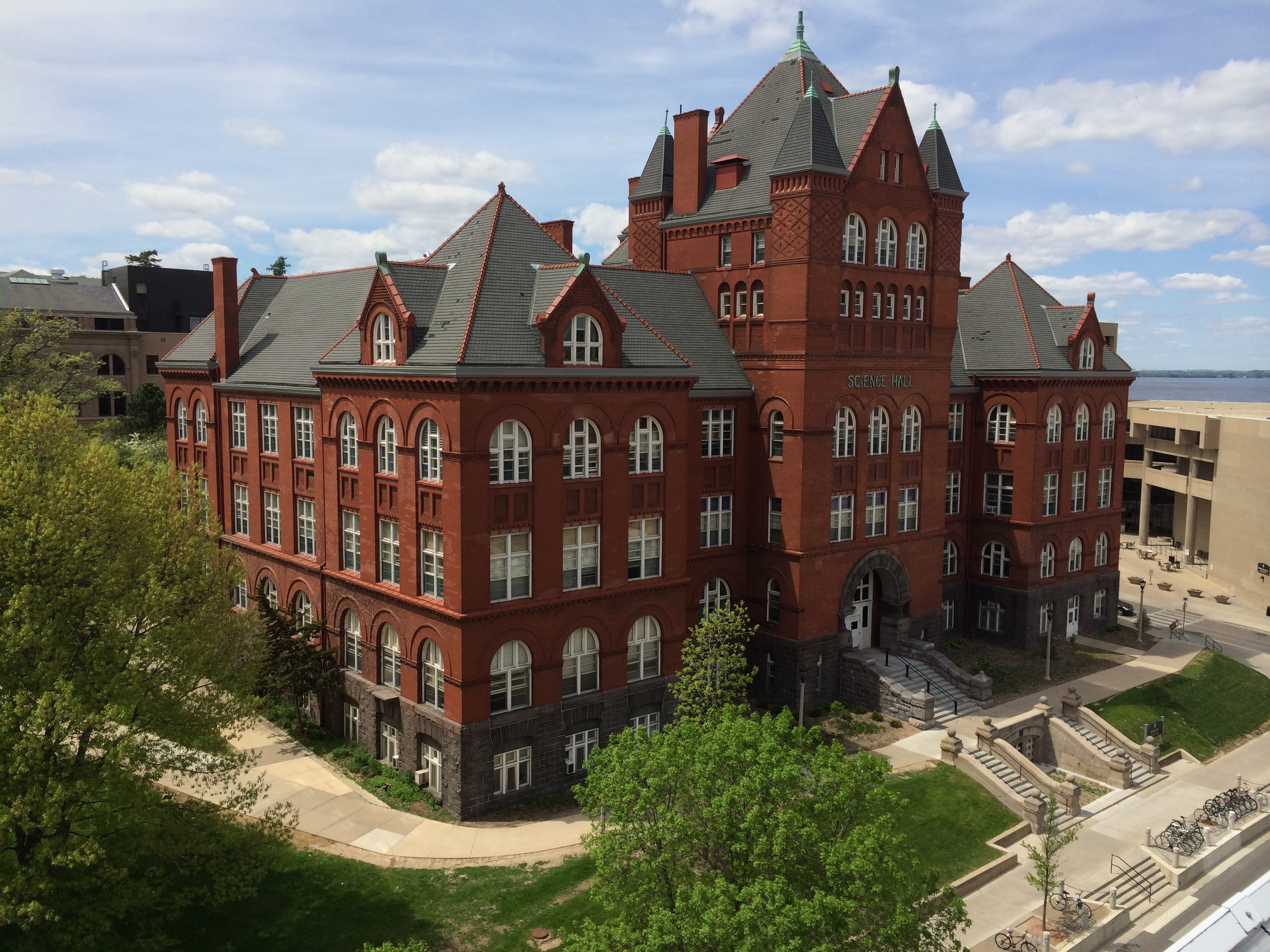
Одно из аудиторных зданий 1888 года постройки

Университет делится на 20 школ, в которых по данным на осень 2009 года обучались 28 690 студентов по специальностям бакалавриата, 9116 — на магистров и докторов. Штат университетских преподавателей насчитывает 2017 сотрудников.
Университет предлагает 135 программ по направлению бакалавриата, 151 магистерскую программу и 107 программ по подготовке студентов-докторантов. Университет является пионером в исследовании стволовых клеток.

## Преподаватели и исследователи
- Джин Амдаль
- Артур Робинсон
- Джон Армстронг
- Дэвид Вудворд
- Михаил Ростовцев
- Питер Мюльдер
- Альдо Леопольд